# 오스테오닉
오스테오닉(영어: Osteonic Co. Ltd.)은 대한민국의 정형외과용 임플란트 기업이다.

## 제품
정형외과용 임플란트 의료기기를 제조한다.

## 상장
2018년 2월 22일에 키움증권을 주관사로 공모가 7,700원에 코스닥 시장에 상장하였다.

## 같이 보기
- 유앤아이
- 코렌텍

## 참고 문헌
1. ↑  이나영, 오스테오닉, 내달 4일 짐머바이오메트 부사장 방한…"파트너십 강화 등 논의", 뉴스핌, 2023년 11월 28일
2. ↑  오스테오닉, 2분기 사상 최대 분기 매출 68억 달성, 히트뉴스, 2023년 8월 29일
3. ↑  이권구, 오스테오닉, 금속소재 임플란트 생산공장 증설 완료, 팜뉴스, 2023년 9월 18일
4. ↑  이승용, 오스테오닉 코스닥 이전상장, 이동원은 세계무대에서 싸우고 싶다, 비지니스포스트, 2018년 2월 20일
5. ↑  오스테오닉, 해외 수출 본격화에 주가 급등세…‘사상 최대 실적’ 전망 뉴스투데이 2025-08-19